# Héctor Muñoz Ayling
Héctor Muñoz Ayling; (Concepción, 31 de diciembre de 1898 - Santiago, 19 de noviembre de 1955). Abogado y político radical chileno. Hijo de Juan Bautista Muñoz y Sara Ayling. Contrajo matrimonio con Dominga Lucía Parra Henríquez (1934) y en segundas nupcias con Raquel Cabrera Soto (1946).

## Actividades profesionales
Educado en el Liceo de Hombres de Concepción, pasó luego a la Universidad de Chile, donde juró como abogado el 26 de noviembre de 1927, con una tesis que se tituló “Del sobreseimiento en materia penal”.
Ejerció la profesión en la capital. Durante doce años se desempeñó como Juez de Policía Local de la comuna de Quinta Normal. Fue Fiscal del Comisariato de Subsistencia y Precios (1934-1941). Director general de Auxilio Social (1945-1947) y Director general del Servicio Social del Trabajo (1948-1952).

## Actividades políticas
Militante del Partido Radical desde 1918; fue secretario y luego presidente del Centro de Estudiantes de Derecho (1923) y Vicepresidente de la Federación de Estudiantes (1924).
Fue elegido Diputado por el 2.º. Distrito Metropolitano: Talagante (1941-1945), integrando la comisión de Hacienda, la de Trabajo y Legislación Social y la de Gobierno Interior.
Al comienzo, asumió habiendo denuncia de mal conteo de votos. Sin embargo, el Tribubal Calificador de Elecciones sentenció el 18 de agosto de 1941 el triunfo de Muñoz.